# Ein-Mensch-Theater

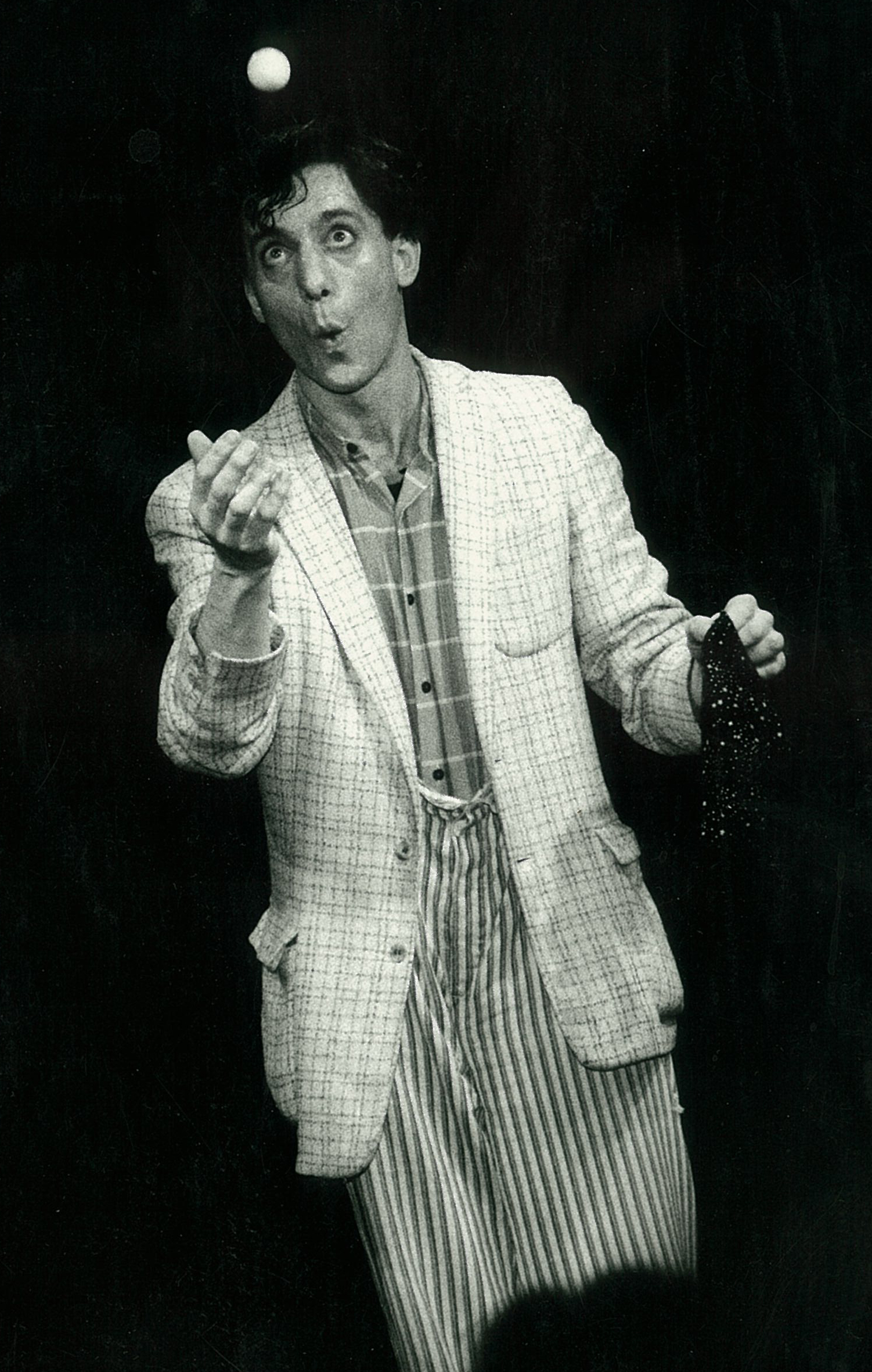
Ein-Mensch-Theater Natias Neutert, in der «Arena», Wien 1982

Als Ein-Mensch-Theater wird in der Theaterbranche ein Tournee- oder Wandertheater bezeichnet, dessen Betreiber zugleich Autor, Regisseur, Bühnenbildner, Darsteller und mitunter sogar noch sein eigner Tourneemanager in einer Person ist.

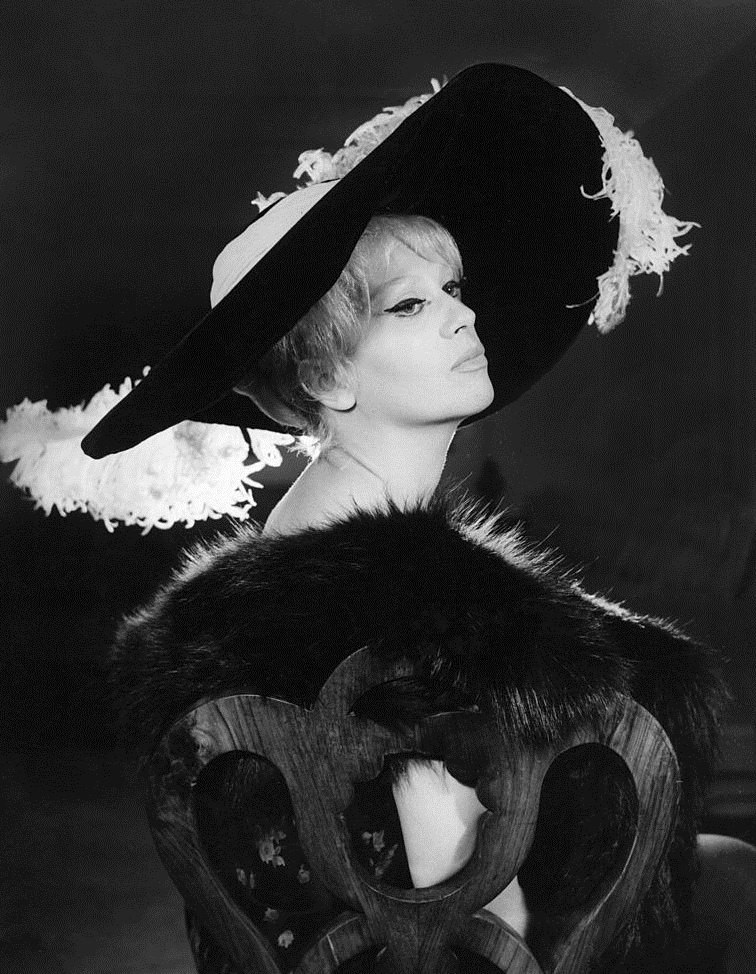
Franca Rame, bei der italienischen TV-Show „Canzonissima“,1962

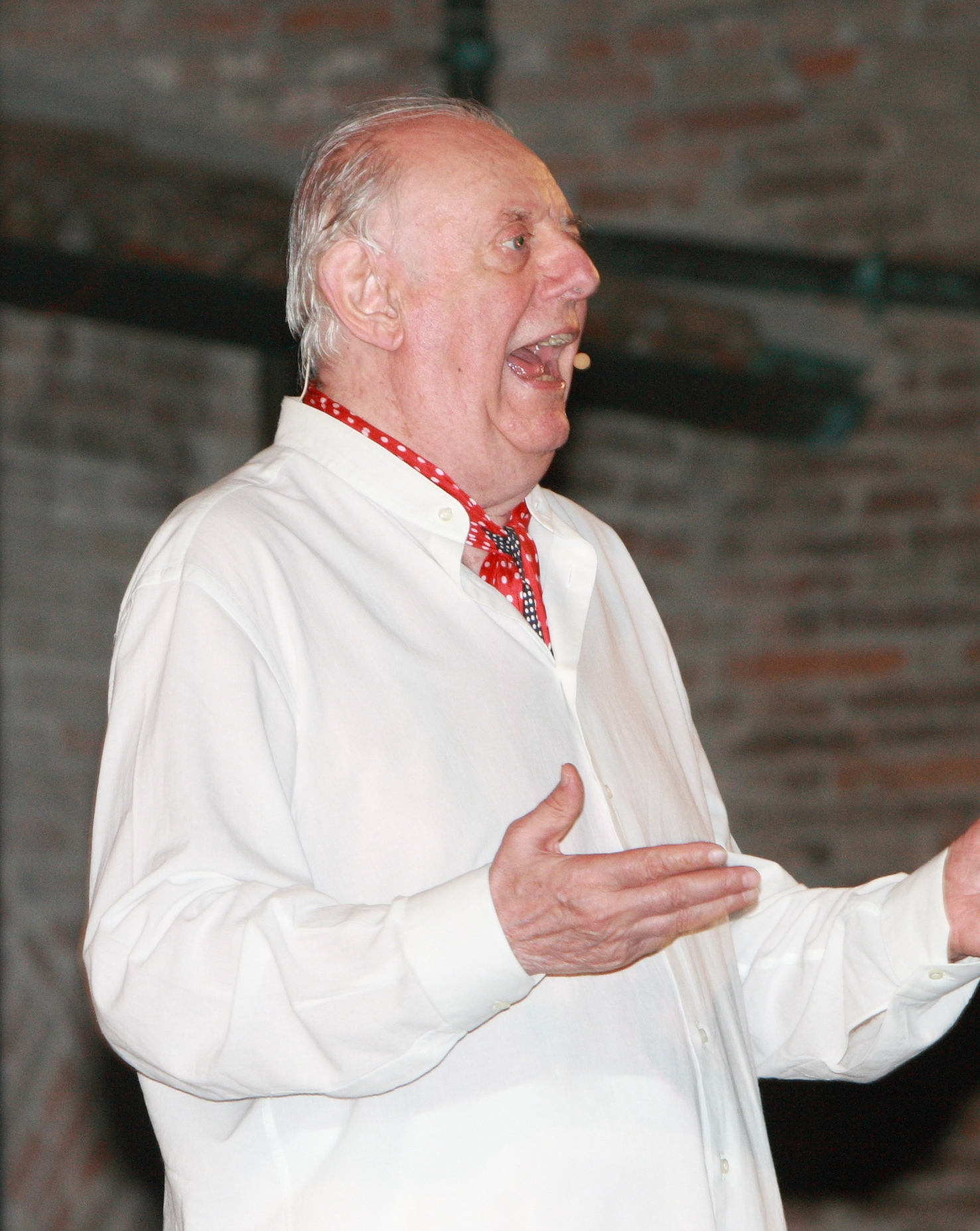
Nobelpreisträger Dario Fo in Cesena, Italien, 2008

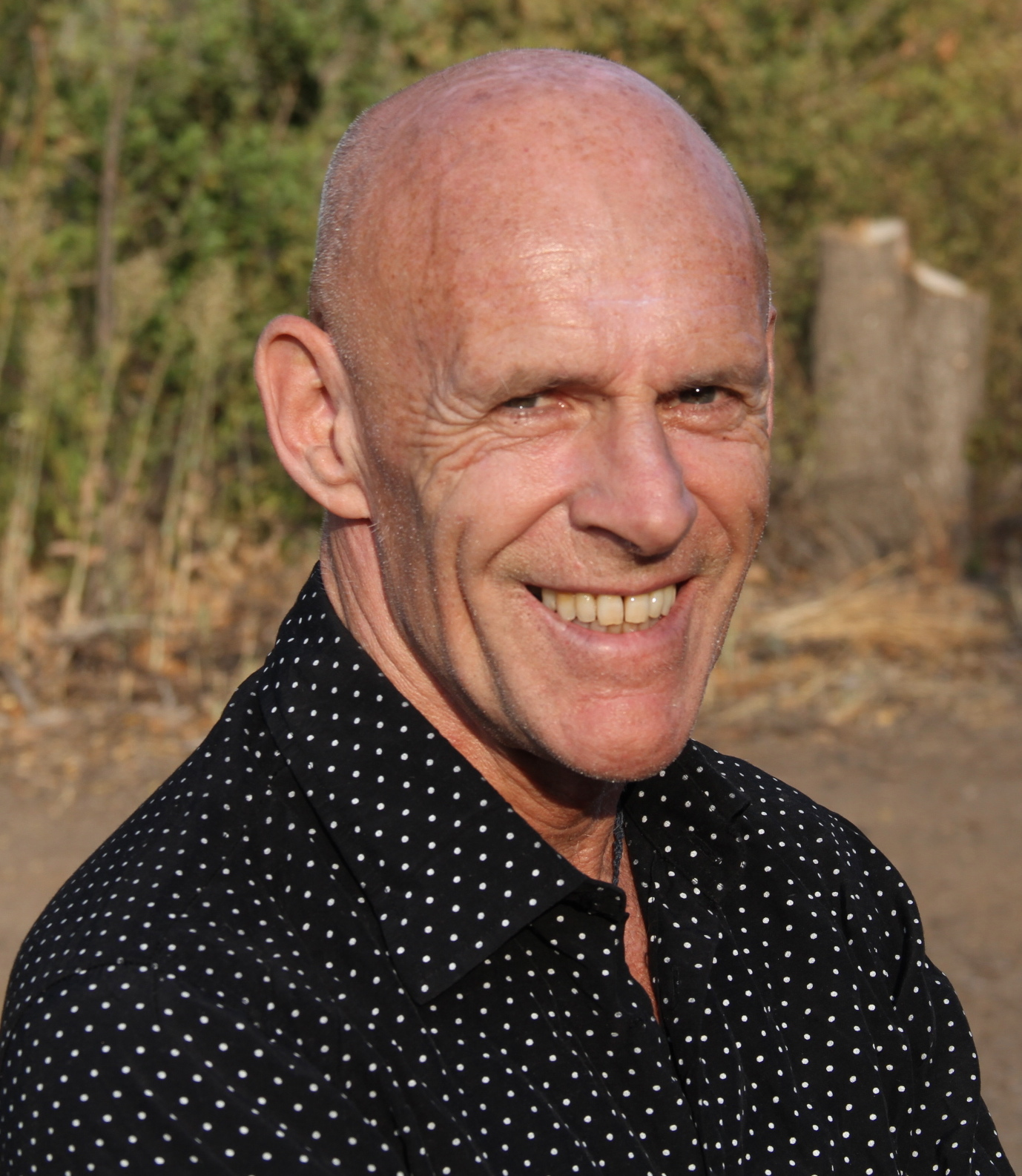
Johnny Melville, 2012

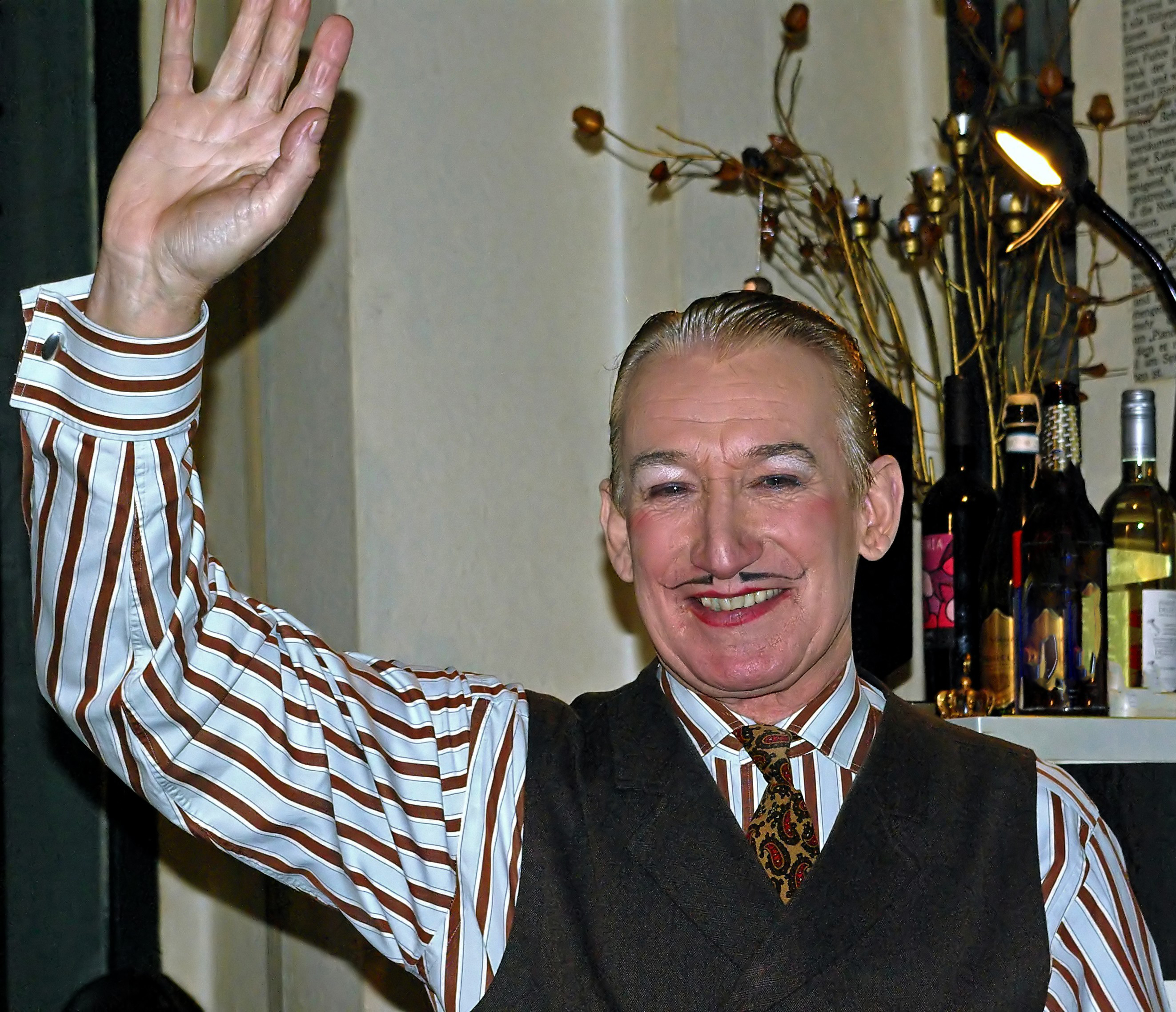
Robert Kreis im «Peety's», Köln 2013

## Ursprungsgeschichte
Namensgeber war Natias Neutert, der den Begriff nach seinem Auftritt (Der Dichter taumelt ins Freie) im Schauspielhaus Bochum während eines Podiumsgesprächs mit Peter Zadek ins Spiel brachte. Seine ausdrückliche Absicht war es dabei, das abgegriffene Etikett one-man-show  durch eine Bezeichnung zu ersetzen, unter der sich Theatermacher und Theatermacherinnen gleichermaßen wiederfinden können.  Außerdem sollte damit ideelle Zugehörigkeit zum „armen Theater“ im Sinne eines Jerzy Grotowskisignalisiert werden, das sich durch weitest gehenden Verzicht auf überflüssige Requisiten auszeichnet und auf gesteigerte Phantasieleistung setzt.

## Exponenten
Dass es nur wenige Theatermacher gibt, auf die sich der Begriff Ein-Mensch-Theater konsequent anwenden lässt und er von daher nur schwer durchzuhalten ist, brachte die Dramaturgie des Theater am Turm in Frankfurt am Main bei dessen einschlägigem Festival im Jahre 1983 auf die listige Idee, es als EIN(auch mal zwei) MENSCH-THEATER zu plakatieren.
Als Ein-Mensch-Theater, das einerseits auf Requisitensparsamkeit, andrerseits auf hochentwickelte Improvisationsfähigkeit setzt, haben sich im zuoberst definierten Sinne in Europa vor allem folgende Exponenten einen Namen gemacht: Dario Fo, Robert Kreis, Johnny Melville, Natias Neutert und Franca Rame.